# Manuel Montes de Oca (militar)
Manuel Montes de Oca (Medina Sidonia, 26 de diciembre de 1803-Vitoria, 20 de octubre de 1841) fue un marino y político español.

## Biografía
Se formó en la Academia de Guardias Marinas, donde ingresó el 26 de febrero de 1821, y en 1822 embarcó por primera vez, siendo destacado a las Antillas para combatir a los corsarios británicos. Entre 1834-1837 fue designado miembro del Estamento de Procuradores en representación de Cádiz, ascendiendo en 1840 al puesto de ministro de Marina, Comercio y Ultramar durante la presidencia de su amigo Baldomero Espartero. Dirigió las acciones militares para sofocar los motines de 1840 contra Espartero, quien había asumido la regencia, pero terminó por unirse a los conspiradores moderados que preparaban la sublevación decisiva contra el Gobierno. Fue entonces cuando organizó el levantamiento de 1841 en las Vascongadas, pero el fracaso de O'Donnell le obliga a huir a Francia, siendo no obstante capturado en el trayecto, sentenciado a muerte por el general esparterista Martín Zurbano y fusilado el 20 de octubre del mismo año.
Benito Pérez Galdós tituló Montes de Oca uno de sus Episodios nacionales (el octavo de la tercera serie), en el que se relata su levantamiento, huida de Vitoria, traición en Vergara de los miñones que le acompañaban, y fusilamiento en Vitoria, a donde había sido conducido.